# Andrea Thorisson
Andrea Thorisson (født 14. marts 1998) er en islandsk-svensk fodboldspiller, der spiller som angriber for FC Rosengård i den svenske Damallsvenskan og for Sveriges U19 landshold.